# Pentadio (magister officiorum)
Pentadio (latino: Pentadius; fl. 354-361) è stato un funzionario romano.

## Biografia
Era notarius quando, nel 354, fu incaricato dall'imperatore romano Costanzo II di condurre a Pola, assieme a Eusebio e Mallobaude, il processo contro Costanzo Gallo, cesare d'Oriente, cugino e cognato di Costanzo, accusato di malvessazioni. Gallo fu trovato colpevole e Pentadio partecipò alla sua esecuzione, assieme a Sereniano e all'agens in rebus Apodemio.
Venne poi nominato (358) magister officiorum del nuovo cesare d'Occidente, Giuliano fratello di Gallo, che seguì in Gallia. Entrò in contrasto con Giuliano; assieme a Paolo e Gaudenzio fece sì che Secondo Saluzio, collaboratore di Giuliano, venisse destituito nel 358. Nel 360, insieme a Nebridio e Decenzio, suggerì a Giuliano di obbedire all'ordine di Costanzo di inviargli le sue migliori truppe; quando Giuliano venne acclamato imperatore dalle truppe che non volevano lasciare la Gallia per il fronte orientale, Pentadio venne inviato, assieme ad Euterio, presso Costanzo con delle lettere che informavano l'imperatore dell'acclamazione.
Nel 361 Giuliano divenne l'unico imperatore; dopo essere entrato in Costantinopoli fece istruire dei processi a Calcedonia contro i funzionari di Costanzo. A Pentadio venne imputato il suo coinvolgimento nella morte di Gallo, ma venne poi assolto.

### Fonti primarie
- Ammiano Marcellino, Res gestae
- Zosimo, Storia nuova

### Fonti secondarie
- Jones, Arnold Hugh Martin, John Robert Martindale, John Morris, The Prosopography of the Later Roman Empire, Cambridge University Press, 1992, ISBN 0521072336, p. 687.